# Список городов Колорадо по численности населения
Список городов Колорадо по численности населения включает в себя все города американского штата Колорадо с населением свыше 50 тысяч человек по данным Бюро переписи населения США на 2020 год.

## Города Колорадо с населением более 100 тысяч человек
| №  | Название (англ.)                    | Округ                  | Координаты                       | Население, чел.(2020) | Площадь (км²) | Иллюстрация      | Примечания |
| -- | ----------------------------------- | ---------------------- | -------------------------------- | --------------------- | ------------- | ---------------- | --- |
| 1  | Денвер (Denver)                     | Денвер                 | 39°44′21″ с. ш. 104°59′05″ з. д. | 715 522               | 401           | Денвер           | Крупнейший город и столица штата Колорадо |
| 2  | Колорадо-Спрингс (Colorado Springs) | Эль-Пасо               | 38°51′48″ с. ш. 104°47′31″ з. д. | 478 961               | 482           | Колорадо-Спрингс | Второй по величине город штата Колорадо, важный центр военной авиации |
| 3  | Орора (Aurora)                      | Арапахо, Адамс, Дуглас | 39°41′45″ с. ш. 104°48′29″ з. д. | 386 261               | 370           | Орора            | |
| 4  | Форт-Коллинс (Fort Collins)         | Лаример                | 40°33′33″ с. ш. 105°04′41″ з. д. | 169 810               | 122           | Форт-Коллинз     | Административный центр округа Лаример |
| 5  | Лейквуд (Lakewood)                  | Джефферсон             | 39°42′23″ с. ш. 105°06′10″ з. д. | 155 984               | 110           | Лейквуд          | |
| 6  | Торнтон (Thornton)                  | Адамс, Уэлд            | 39°54′11″ с. ш. 104°57′16″ з. д. | 141 867               | 70            | Торнтон          | Находится в северо-восточной окрестности Денвера |
| 7  | Арвада (Arvada)                     | Джефферсон, Адамс      | 39°49′12″ с. ш. 105°06′40″ з. д. | 124 402               | 85            | Арвада           | Находится в северо-западной окрестности Денвера |
| 8  | Уэстминстер (Westminster)           | Адамс, Джефферсон      | 39°52′00″ с. ш. 105°03′00″ з. д. | 116 317               | 85            | Уэстминстер      | Находится в северо-западной окрестности Денвера |
| 9  | Пуэбло (Pueblo)                     | Пуэбло                 | 38°16′01″ с. ш. 104°37′13″ з. д. | 111 876               | 118           | Пуэбло           | Административный центр округа Пуэбло |
| 10 | Грили (Greeley)                     | Уэлд                   | 40°25′ с. ш. 104°42′ з. д.       | 108 795               | 124,11        | Грили            | Административный центр округа Уэлд |
| 11 | Сентенниал (Centennial)             | Арапахо                | 39°35′47″ с. ш. 104°50′38″ з. д. | 108 418               | 72            | Сентенниал       | Образован в 2001 году из частей двух невключённых территорий округа Арапахо                                                                                              |
| 12 | Боулдер (Boulder)                   | Боулдер                | 40°01′10″ с. ш. 105°17′34″ з. д. | 108 250               | 66            | Боулдер          | Административный центр округа Боулдер; в городе находится крупнейшее учебное заведение Колорадо — Колорадский университет (англ. University of Colorado at Boulder, UCB) |

## Города Колорадо с населением от 50 до 100 тысяч человек
У следующих городов штата население составляло от 50 до 100 тысяч человек:
- Лонгмонт (Longmont), округа Боулдер и Уэлд — 98 885 (2020) — 75,03 км²
- Ловленд (Loveland), округ Лаример — 76 378 (2020) — 86,92 км²
- Брумфилд (Broomfield), округ Брумфилд — 74 112 (2020) — 86,89 км²
- Касл-Рок (Castle Rock), округ Дуглас — 73 158 (2020) — 88,63 км²
- Гранд-Джанкшен (Grand Junction), округ Меса — 65 560 (2020) — 102,67 км²
- Коммерс-Сити (Commerce City), округ Адамс — 62 418 (2020) — 92,31 км²
- Паркер (Parker), округ Дуглас — 58 512 (2020) — 55,84 км²